# Agricool
Agricool est une entreprise française qui produit et commercialise des fruits et légumes cultivés en ville dans des conteneurs. L'objectif est de produire localement des fruits et légumes avec du goût, sans pesticide et accessibles à tous. L'entreprise s'engage à utiliser uniquement des énergies renouvelables et à consommer très peu d'eau car elle fonctionne en circuit fermé.

## Historique

### Débuts
Agricool est fondée en 2015 par Guillaume Fourdinier et Gonzague Gru, deux fils d'agriculteurs, originaires du nord de la France. Arrivés en ville pour leurs études en école de commerce, ils trouvent que les fruits et légumes ne sont pas aussi bons en ville qu’à la campagne. Le constat des deux fondateurs est que les fruits et légumes achetés aujourd’hui en Europe parcourent en moyenne 1 500 km avant d’arriver aux assiettes des consommateurs. Leur volonté est de répondre à cette problématique en produisant localement.
Ils commencent, à leur échelle, en produisant des fraises dans un appartement. Les quantités récoltées sont faibles mais les résultats prometteurs. Une occasion se présente alors à eux, la possibilité de voir plus grand et de tester leur solution dans un conteneur maritime. Ils conçoivent alors un système permettant de transformer cet espace de 30 m2 en environnement propice à la culture de fruits et légumes.
En octobre 2015, Agricool place son prototype de conteneur dans le quartier de Bercy (Paris),,,,,. En janvier 2016, Agricool recrute son premier employé. Un an plus tard, l'équipe est composée de 30 personnes. En juillet 2016, la startup emménage dans des bureaux de 1 500 m2 à La Courneuve. Elle entame une phase intensive de recherche et développement afin de pouvoir accélérer son déploiement sur Paris et en Île-de-France.

### Levées de fonds et premières installations
En novembre 2016, Agricool annonce une levée de près de 4 millions d'euros auprès de différents fonds d’investissements et investisseurs privés. Parmi eux sont présents Daphni, Kima Ventures (fonds de Xavier Niel), The Family, Oussama Ammar, Henri Seydoux (fondateur de Parrot) et Jean-Daniel Guyot (cofondateur de Captain Train). En mars 2017, la startup remplace son premier prototype de Bercy par une nouvelle version, résultat d’une année de recherche et développement. En mai 2017, un deuxième conteneur est posé à Saint-Denis, près du siège de Vente Privée.
En juillet 2017, une nouvelle levée de fonds de 8 millions d’euros est annoncée,. Un troisième conteneur est installé à Asnière-Sur-Seine. En septembre 2017, un quatrième conteneur est posé dans le 13e arrondissement de Paris, à proximité de Station F. L’entreprise démarre également la vente de ses premières barquettes de fraises au grand public,. L’équipe est alors composée d’une quarantaine de personnes.

### Difficultés
En février 2022, l'entreprise est placée en redressement judiciaire.
La société est cédée le 31 mai 2022 à VIF Systems, société du groupe Lumiliite.

## Produit et distribution
Agricool produit aujourd’hui des fraises directement en ville dans des conteneurs maritimes transformés en espace destiné à la production de fruits et légumes. La startup recrée dans cette ferme urbaine les conditions idéales (qualité d’air, taux d’humidité, lumière…) pour la plante. Ce système lui permet de produire localement et d’éviter les transports. L'entreprise concentre ainsi ses efforts sur le goût. Les fruits sont cueillis directement à maturité et distribués le même jour. À termes, l'entreprise envisage de produire tous types de fruits et légumes, toujours sans pesticide ni OGM et accessibles à tous.
Depuis son lancement, Agricool se concentre sur la recherche et développement afin de pouvoir développer sa solution. Pour réserver une barquette de fraises, chaque personne doit s’inscrire sur une liste d’attente directement sur le site internet de l’entreprise. Au mois de mars 2016, Agricool organise plusieurs dégustations. La startup en profite pour aller à la rencontre de sa communauté et des personnes qui la suivent depuis la création du projet.
Le début de la distribution démarre en septembre 2017. Pour l’occasion, l'entreprise distribue en direct, devant son conteneur de Bercy. Les premiers clients sont les premiers inscrits sur la liste d’attente mise en place par l’entreprise au lancement du projet.

## Techniques

### Aéroponie
Agricool cultive ses fruits et légumes en aéroponie. Ce mode de production est une forme de culture hors-sol. Dans le système en aéroponie mis en place par la startup, les fonctions de support et d'approvisionnement en eau et en éléments nutritifs de la plante sont assurés par un système de brumisation. L’ensemble de ce système fonctionne en circuit fermé, ce qui permet de consommer moins d’eau.

### Culture verticale
La startup combine l’aéroponie avec un système de culture verticale. La volonté affichée d’Agricool est de produire en ville des volumes conséquents de fruits et légumes bons et sans pesticide et de les rendre ainsi accessibles à tous. Pour y arriver, elle optimise l’espace à l’intérieur de ses conteneurs. Un conteneur contient 3 600 fraisiers et est capable d'être plus productif que dans l’agriculture en pleine terre. Sur une surface de 30 m², l'entreprise est capable de produire 7 tonnes de fraises par an.